# Karin Ritthaler-Praefcke
Karin Ritthaler-Praefcke (* 1965) ist eine deutsche Polonistin.

## Leben
Nach dem Abitur in Ravensburg studierte sie Slawistik und Komparatistik an der Universität Tübingen mit Auslandsaufenthalten in Polen und Russland. Das Studium schloss sie mit dem Magister Artium ab. Zunächst war sie als freie Mitarbeiterin bei Rundfunkanstalten und freie Übersetzerin tätig und versah verschiedene Lehraufträge, u. a. an der Fachhochschule Stralsund.
Seit 1996 ist sie wissenschaftliche Mitarbeiterin und Lektorin für Polnisch am Institut für Slawistik der Universität Greifswald. Seit 2011 ist sie Mitglied der Prüfungskommission für Dolmetscher und Übersetzer im Ministerium für Bildung, Wissenschaft und Kultur des Landes Mecklenburg-Vorpommern.
1997 war sie Mitbegründerin der polnischen Kulturwoche „polenmARkT“ in Greifswald, deren Leitung sie bis 2003 innehatte und die 2011 mit dem Kulturpreis „Pomerania Nostra“ ausgezeichnet wurde.
Seit 2006 ist sie ehrenamtliche Leiterin der UNICEF-Arbeitsgruppe und -Hochschulgruppe Greifswald. 2023 wurde sie „als Würdigung ihres vorbildlichen ehrenamtlichen Engagements für das Wohl und die Rechte der Kinder“ mit dem Verdienstorden der Bundesrepublik Deutschland ausgezeichnet.
2024 wurde Karin Ritthaler-Praefcke mit einer Dissertation zu Juliusz Słowacki zum Dr. phil. promoviert.

## Schriften
- Britta Hermann, Karin Ritthaler:  90 Jahre Frauenstudium in Greifswald. Katalog zur Ausstellung des Interdisziplinären Zentrums für Frauen- und Geschlechterstudien der Universität Greifswald. Ernst-Moritz-Arndt-Universität Greifswald, Greifswald 1999
- Karin Ritthaler (Leitung): Guten Appetit – Smacznego! Eine kulinarische Reise durch die polnischen Woiwodschaften, unternommen von Studierenden der Greifswalder Slawistik. Ernst-Moritz-Arndt-Universität Greifswald, Greifswald 2014
- Daria Gabryanczyk, Karin Ritthaler-Praefcke: Reise-Sprachführer Polnisch für Dummies. Basierend auf einer Übersetzung aus dem Englischen von Pawel Wasilewski. Wiley-VCH, Weinheim 2022, ISBN 978-3-527-71761-3
- Karin Ritthaler-Praefcke: Epidemien, Quarantäne, Umweltkatastrophen. Juliusz Słowacki im deutschsprachigen Raum und die Übersetzungen seiner Gedichte über die Reise ans östliche Mittelmeer. Dissertation, Universität Greifswald, 2025 (Volltext)

## Auszeichnungen und Ehrungen
- 2023: Verdienstorden der Bundesrepublik Deutschland (Bundesverdienstkreuz am Bande)